# Сандри Роберто
Са́ндри Робе́рто Са́нтос Го́ис (порт. Sandry Roberto Santos Goes; родился 30 августа 2002, Итабуна), более известный как Сандри Роберто или просто Сандри — бразильский футболист, полузащитник клуба «Сантос».

## Клубная карьера
Уроженец Итабуны, Сандри начал выступать в футбольной академии «Сантоса» в 2013 году, когда ему было десять лет. В 2018 году 15-летний Сандри сыграл за команду «Сантоса» до 20 лет на Молодёжном кубке Сан-Паулу (Copa São Paulo de Futebol Júnior).
31 января 2019 года Сандри дебютировал в основном составе «Сантоса» в матче Лиги Паулиста против «Брагантино». 5 августа 2019 года он подписал профессиональный контракт с клубом.
8 декабря 2019 года Сандри дебютировал в бразильской Серии A, выйдя на замену Карлосу Санчесу в матче против «Фламенго».

## Карьера в сборной
В 2017 году Сандри выступал за сборную Бразилии до 15 лет.
В сентябре 2019 года Сандри был включён в заявку сборной Бразилии до 17 лет на предстоящий юношеский чемпионат мира. На турнире провёл 6 матчей (во всех случаях — после выхода на замену) и помог бразильцам в четвёртый раз в истории выиграть юношеский чемпионат мира.

## Достижения
- Вице-чемпион Бразилии (1): 2019
- Финалист Кубка Либертадорес (1): 2020
- Победитель чемпионата мира (до 17 лет) (1): 2019